# Campeonato Europeo de Baloncesto Femenino de 2017
El XXXVI Campeonato Europeo de Baloncesto Femenino se celebró en la República Checa entre el 16 y el 25 de junio de 2017 bajo la denominación EuroBasket Femenino 2017. El evento fue organizado por la Confederación Europea de Baloncesto (FIBA Europa) y la Federación Checa de Baloncesto.
Un total de dieciséis selecciones nacionales afiliadas a FIBA Europa compitieron por el título europeo, cuyo anterior portador era el equipo de Serbia, vencedor del EuroBasket 2015. 
La selección de España conquistó su tercera medalla de oro continental al derrotar en la final al equipo de Francia con un marcador de 71-55. En el partido por el tercer puesto el conjunto de Bélgica obtuvo su primera medalla continental, al vencer al equipo de Grecia.

## Sedes
| Foto | Grupo      | Ciudad         | Instalación             | Capacidad |
| ---- | ---------- | -------------- | ----------------------- | --------- |
|      | A y B      | Hradec Králové | Arena de Hradec Králové | 7000      |
|      | C y D      | Praga          | Arena Královka          | 2500      |
|      | Fase final | Praga          | O2 Arena                | 17 500    |

## Grupos
| Grupo A         | Grupo B     | Grupo C   | Grupo D    |
| --------------- | ----------- | --------- | ---------- |
| Hungría         | Bielorrusia | Serbia    | Letonia    |
| Ucrania         | Turquía     | Eslovenia | Bélgica    |
| República Checa | Eslovaquia  | Francia   | Montenegro |
| España          | Italia      | Grecia    | Rusia      |

## Primera fase
- Todos los partidos en la hora local de la República Checa (UTC+2).

El primer equipo de cada grupo clasifica directamente para los cuartos de final, el segundo y el tercero disputan primero un partido de eliminación.

### Grupo A
| Equipo          | J | G | P | PF  | PC  | DP  | PTS |
| --------------- | - | - | - | --- | --- | --- | --- |
| España          | 3 | 2 | 1 | 201 | 169 | +32 | 5   |
| Ucrania         | 3 | 2 | 1 | 197 | 195 | +2  | 5   |
| Hungría         | 3 | 1 | 2 | 194 | 216 | -22 | 4   |
| República Checa | 3 | 1 | 2 | 184 | 196 | -12 | 4   |

- Resultados

| Fecha | Hora  | Partido         | Partido | Partido         | Resultado |
| ----- | ----- | --------------- | ------- | --------------- | --------- |
| 16.06 | 18:00 | Ucrania         | -       | República Checa | 59-47     |
| 16.06 | 20:30 | Hungría         | -       | España          | 48-62     |
| 17.06 | 15:00 | España          | -       | Ucrania         | 76-54     |
| 17.06 | 18:00 | República Checa | -       | Hungría         | 70-74     |
| 19.06 | 12:30 | Hungría         | -       | Ucrania         | 72-84     |
| 19.06 | 18:00 | República Checa | -       | España          | 67-63     |

1. ↑  Todos los partidos se jugaron en el Arena de Hradec Králové, Hradec Králové.

### Grupo B
| Equipo      | J | G | P | PF  | PC  | DP  | PTS |
| ----------- | - | - | - | --- | --- | --- | --- |
| Turquía     | 3 | 3 | 0 | 211 | 185 | +26 | 6   |
| Italia      | 3 | 2 | 1 | 201 | 175 | +26 | 5   |
| Eslovaquia  | 3 | 1 | 2 | 187 | 196 | -9  | 4   |
| Bielorrusia | 3 | 0 | 3 | 193 | 236 | -43 | 3   |

- Resultados

| Fecha | Hora  | Partido     | Partido | Partido     | Resultado |
| ----- | ----- | ----------- | ------- | ----------- | --------- |
| 16.06 | 12:30 | Bielorrusia | -       | Italia      | 60-80     |
| 16.06 | 15:00 | Turquía     | -       | Eslovaquia  | 69-58     |
| 17.06 | 12:30 | Eslovaquia  | -       | Bielorrusia | 68-59     |
| 17.06 | 20:30 | Italia      | -       | Turquía     | 53-54     |
| 19.06 | 15:00 | Bielorrusia | -       | Turquía     | 74-88     |
| 19.06 | 20:30 | Eslovaquia  | -       | Italia      | 61-68     |

1. ↑  Todos los partidos se jugaron en el Arena de Hradec Králové, Hradec Králové.

### Grupo C
| Equipo    | J | G | P | PF  | PC  | DP  | PTS |
| --------- | - | - | - | --- | --- | --- | --- |
| Francia   | 3 | 3 | 0 | 213 | 188 | +25 | 6   |
| Serbia    | 3 | 1 | 2 | 205 | 211 | -6  | 4   |
| Grecia    | 3 | 1 | 2 | 188 | 189 | -1  | 4   |
| Eslovenia | 3 | 1 | 2 | 196 | 214 | -18 | 4   |

- Resultados

| Fecha | Hora  | Partido   | Partido | Partido   | Resultado |
| ----- | ----- | --------- | ------- | --------- | --------- |
| 16.06 | 18:00 | Serbia    | -       | Grecia    | 60-69     |
| 16.06 | 20:30 | Eslovenia | -       | Francia   | 68-70     |
| 17.06 | 18:00 | Grecia    | -       | Eslovenia | 56-59     |
| 17.06 | 20:30 | Francia   | -       | Serbia    | 73-57     |
| 19.06 | 15:00 | Serbia    | -       | Eslovenia | 88-69     |
| 19.06 | 20:30 | Francia   | -       | Grecia    | 70-63     |

1. ↑  Todos los partidos se jugaron en el Arena Královka, Praga.

### Grupo D
| Equipo     | J | G | P | PF  | PC  | DP  | PTS |
| ---------- | - | - | - | --- | --- | --- | --- |
| Bélgica    | 3 | 3 | 0 | 204 | 197 | +7  | 6   |
| Rusia      | 3 | 2 | 1 | 224 | 189 | +35 | 5   |
| Letonia    | 3 | 1 | 2 | 193 | 188 | +5  | 4   |
| Montenegro | 3 | 0 | 3 | 173 | 220 | -47 | 3   |

- Resultados

| Fecha | Hora  | Partido    | Partido | Partido    | Resultado |
| ----- | ----- | ---------- | ------- | ---------- | --------- |
| 16.06 | 12:30 | Bélgica    | -       | Montenegro | 66-64     |
| 16.06 | 15:00 | Letonia    | -       | Rusia      | 59-71     |
| 17.06 | 12:30 | Montenegro | -       | Letonia    | 55-76     |
| 17.06 | 15:00 | Rusia      | -       | Bélgica    | 75-76 TE  |
| 19.06 | 12:30 | Letonia    | -       | Bélgica    | 58-62     |
| 19.06 | 18:00 | Montenegro | -       | Rusia      | 54-78     |

1. ↑  Todos los partidos se jugaron en el Arena Královka, Praga.

## Fase final
- Todos los partidos en la hora local de la República Checa (UTC+2).

|  | Clasif. a cuartos | Clasif. a cuartos |         |         | Cuartos de final | Cuartos de final |         |              | Semifinales  | Semifinales |  |  | Final    | Final    |
|  | 20 de junio       | 20 de junio       |         |         | 22 de junio      | 22 de junio      |         |              | 24 de junio  | 24 de junio |  |  | 25 junio | 25 junio |
|  |                   |                   |         |         |                  |                  |         |              |              |             |  |  |          |          |
|  |                   |                   |         |         |                  |                  |         |              |              |             |  |  |          |          |
|  |                   |                   |         |         |                  |                  |         |              |              |             |  |  |          |          |
|  | España            | 67                |         |         |                  |                  |         |              |              |             |  |  |          |          |
|  | España            | 67                | Serbia  | 70      |                  |                  |         |              |              |             |  |  |          |          |
|  |                   | Letonia           | Serbia  | 70      | 47               |                  |         |              |              |             |  |  |          |          |
|  | Letonia           | Letonia           | 75      |         | 47               | España           | 68      |              |              |             |  |  |          |          |
|  | Letonia           |                   | 75      |         |                  | España           | 68      |              |              |             |  |  |          |          |
|  |                   |                   |         | Bélgica | 52               |                  |         |              |              |             |  |  |          |          |
|  | Bélgica           | 79                |         | Bélgica | 52               |                  |         |              |              |             |  |  |          |          |
|  | Bélgica           | 79                | Italia  | 49      |                  |                  |         |              |              |             |  |  |          |          |
|  |                   | Italia            | Italia  | 49      | 66               |                  |         |              |              |             |  |  |          |          |
|  | Hungría           | Italia            | 48      |         | 66               | España           | 71      |              |              |             |  |  |          |          |
|  | Hungría           |                   | 48      |         |                  | España           | 71      |              |              |             |  |  |          |          |
|  |                   |                   |         | Francia | 55               |                  |         |              |              |             |  |  |          |          |
|  | Turquía           | 55                |         | Francia | 55               |                  |         |              |              |             |  |  |          |          |
|  | Turquía           | 55                | Rusia   | 58      |                  |                  |         |              |              |             |  |  |          |          |
|  |                   | Grecia            | Rusia   | 58      | 84               |                  |         |              |              |             |  |  |          |          |
|  | Grecia            | Grecia            | 62      |         | 84               | Grecia           | 55      | Tercer lugar | Tercer lugar |             |  |  |          |          |
|  | Grecia            |                   | 62      |         |                  | Grecia           | 55      | Tercer lugar | Tercer lugar |             |  |  |          |          |
|  |                   |                   |         | Francia | 77               |                  |         |              |              |             |  |  |          |          |
|  | Francia           | 67                |         | Francia | 77               |                  |         |              |              |             |  |  |          |          |
|  | Francia           | 67                | Ucrania | 68      |                  |                  | Bélgica | 78           |              |             |  |  |          |          |
|  |                   | Eslovaquia        | Ucrania | 68      | 40               |                  | Bélgica | 78           |              |             |  |  |          |          |
|  | Eslovaquia        | Eslovaquia        | 82      |         | 40               | Grecia           | 45      |              |              |             |  |  |          |          |
|  | Eslovaquia        |                   | 82      |         |                  | Grecia           | 45      |              |              |             |  |  |          |          |

### Clasificación a cuartos de final
| Fecha | Hora  | Partido | Partido | Partido    | Resultado |
| ----- | ----- | ------- | ------- | ---------- | --------- |
| 20.06 | 18:00 | Ucrania | -       | Eslovaquia | 68-82     |
| 20.06 | 18:00 | Serbia  | -       | Letonia    | 70-75     |
| 20.06 | 20:30 | Italia  | -       | Hungría    | 49-48     |
| 20.06 | 20:30 | Rusia   | -       | Grecia     | 58-62     |

1. ↑  El primero y el tercero se jugaron en el Arena de Hradec Králové, Hradec Králové, los otros dos en el Arena Královka, Praga.

### Cuartos de final
| Fecha | Hora  | Partido | Partido | Partido    | Resultado |
| ----- | ----- | ------- | ------- | ---------- | --------- |
| 22.06 | 12:30 | Bélgica | -       | Italia     | 79-66     |
| 22.06 | 15:00 | Turquía | -       | Grecia     | 55-84     |
| 22.06 | 18:00 | España  | -       | Letonia    | 67-47     |
| 22.06 | 20:30 | Francia | -       | Eslovaquia | 67-40     |

1. ↑  Todos los partidos se jugaron en el O2 Arena, Praga.

### Partidos de clasificación
5.º a 8.º lugar
| Fecha | Hora  | Partido | Partido | Partido    | Resultado |
| ----- | ----- | ------- | ------- | ---------- | --------- |
| 24.06 | 12:30 | Letonia | -       | Italia     | 68-67     |
| 24.06 | 15:00 | Turquía | -       | Eslovaquia | 72-56     |

1. ↑  Los dos partidos se jugaron en el O2 Arena, Praga.

### Semifinales
| Fecha | Hora  | Partido | Partido | Partido | Resultado |
| ----- | ----- | ------- | ------- | ------- | --------- |
| 24.06 | 18:00 | España  | -       | Bélgica | 68-52     |
| 24.06 | 20:30 | Grecia  | -       | Francia | 55-77     |

1. ↑  Los dos partidos se jugaron en el O2 Arena, Praga.

### Séptimo lugar
| Fecha | Hora  | Partido | Partido | Partido    | Resultado |
| ----- | ----- | ------- | ------- | ---------- | --------- |
| 25.06 | 12:30 | Italia  | -       | Eslovaquia | 71-54     |

### Quinto lugar
| Fecha | Hora  | Partido | Partido | Partido | Resultado |
| ----- | ----- | ------- | ------- | ------- | --------- |
| 25.06 | 15:00 | Letonia | -       | Turquía | 63-72     |

### Tercer lugar
| Fecha | Hora  | Partido | Partido | Partido | Resultado |
| ----- | ----- | ------- | ------- | ------- | --------- |
| 25.06 | 18:00 | Bélgica | -       | Grecia  | 78-45     |

### Final
| Fecha | Hora  | Partido | Partido | Partido | Resultado |
| ----- | ----- | ------- | ------- | ------- | --------- |
| 25.06 | 20:30 | España  | -       | Francia | 71-55     |

1. 1 2 3 4  El partido se jugó en el O2 Arena, Praga.

## Medallero
| España | Francia | Bélgica |
| María Conde Anna Cruz Silvia Domínguez Laura Gil Sancho Lyttle Laura Nicholls Laia Palau Leonor Rodríguez Leticia Romero Beatriz Sánchez Alba Torrens Marta Xargay | Marielle Amant Valériane Ayayi Alexia Chartereau Héléna Ciak Céline Dumerc Olivia Époupa Marine Johannès Sarah Michel Hhadydia Minte Endéné Miyem Gaëlle Skrela Diandra Tchatchouang | Marjorie Carpréaux Antonia Delaere Serena-Lynn Geldof Sofie Hendrickx Kyara Linskens Emma Meesseman Hanne Mestdagh Kim Mestdagh Heleen Nauwelaers Jana Raman Julie Vanloo Ann Wauters |
| Lucas Mondelo (seleccionador) | Valérie Garnier (seleccionadora) | Philip Mestdagh (seleccionador) |

## Estadísticas

### Clasificación general
| 1. España CM        |
| 2. Francia CM       |
| 3. Bélgica CM       |
| 4. Grecia CM        |
| 5. Turquía CM       |
| 6. Letonia CM       |
| 7. Italia           |
| 8. Eslovaquia       |
| 9. Rusia            |
| 10. Ucrania         |
| 11. Serbia          |
| 12. Hungría         |
| 13. República Checa |
| 14. Eslovenia       |
| 15. Bielorrusia     |
| 16. Montenegro      |

- CM – Equipos clasificados para la Copa Mundial de 2018.

### Máximas anotadoras
| N.º | Nombre                 | Selección | Puntos | Pts./partido | Partidos jugados |
| --- | ---------------------- | --------- | ------ | ------------ | ---------------- |
| 1   | Cecilia Zandalasini    | Italia    | 133    | 19,0         | 7                |
| 2   | Evanthia Maltsi        | Grecia    | 113    | 16,1         | 7                |
| 3   | Alba Torrens           | España    | 107    | 17,8         | 6                |
| 4   | Quanitra Hollingsworth | Turquía   | 106    | 17,7         | 6                |
| 5   | Emma Meesseman         | Bélgica   | 105    | 17,5         | 6                |

Fuente:  Archivado el 30 de junio de 2017 en Wayback Machine.

### Equipo más anotador
| N.º | Equipo     | Puntos | Pts./partido | Partidos jugados |
| --- | ---------- | ------ | ------------ | ---------------- |
| 1   | Italia     | 454    | 64,9         | 7                |
| 2   | Letonia    | 446    | 63,7         | 7                |
| 3   | Grecia     | 434    | 62,0         | 7                |
| 4   | Eslovaquia | 419    | 59,9         | 7                |
| 5   | Bélgica    | 413    | 68,8         | 6                |

Fuente: 

### Equipo ideal
- Mejor jugadora del campeonato —MVP—: Alba Torrens ( España).

| Posición  | Nombre              | País    |
| --------- | ------------------- | ------- |
| Base      | Evanthia Maltsi     | Grecia  |
| Alero     | Alba Torrens        | España  |
| Ala-pívot | Cecilia Zandalasini | Italia  |
| Pívot     | Emma Meesseman      | Bélgica |
| Pívot     | Endéné Miyem        | Francia |

Fuente:  Archivado el 25 de junio de 2017 en Wayback Machine.